# Marek Kuzma
Marek Kuzma (Dubnica nad Váhom, 22 giugno 1988) è un calciatore slovacco, attaccante o centrocampista del ViOn Z.M..

## Caratteristiche tecniche
Prima punta, può essere schierato anche come esterno destro.

## Carriera

### Club
Vanta 6 presenze nella UEFA Europa League.

### Nazionale
Ha giocato nella nazionale slovacca Under-21.

## Palmarès

### Club

#### Competizioni nazionali
- Supercoppa di Slovacchia: 2

Slovan Bratislava: 2011, 2013
- Coppa di Slovacchia: 1

Slovan Bratislava: 2012-2013
- Campionato slovacco: 1

Slovan Bratislava: 2013-2014